# Antònia i Montserrat Raventós Ventura
Antònia i Montserrat Raventós Ventura (segle xix, Barcelona - segle xx, Barcelona) van ser dues germanes mestres puntaires, professores especialitzades en puntes d'agulla. Estan vinculades amb l'Escola Lluïsa Cura (Barcelona) i Escola de Puntaires de Barcelona.

## Biografia
Van néixer a Barcelona, però provenien d'una família de Vilafranca del Penedès. El pare fou enginyer i director d'una empresa del Poblenou, barri on les dues germanes van venir al món i on va viure amb la família fins a la mort del pare l'any 1932. Després anaren a viure, fins a la mort, a la dreta de l'Eixample barceloní. Les dues foren alumnes del col·legi de les Germanes Franciscanes del Poblenou.
L'any 1910 assistiren a les classes d'estudis i treballs manuals i artístics a l'acabat de fundar Institut de Cultura i Biblioteca Popular de la Dona, del Carrer Elisabets, on van aprendre la tècnica de les puntes. Aprofundiren en aquesta tècnica i s'adonaren que hi havia una gran quantitat de puntes que ja no es coneixien o que ningú sabia fer. A partir d'aquí començaren un treball d'investigació a fi de donar a conèixer de nou tot allò que anava en camí de desaparèixer. Trobaren les fonts d'informació a l'Arxiu Històric de la Ciutat de Barcelona, a la Casa de l'Ardiaca, en els llibres de la Col·lecció Massana, etc. i realitzaren exemplars de puntes inspirades en les antigues, que van mostrar en una exposició l'any 1935.
Adelaida Ferrer, directora de l'Escola Lluïsa Cura, demanà a les germanes Raventós que donessin classes a l'escola que dirigia. En aquesta escola, les dues artistes treballaren i lluitaren pel renaixement de la punta durant 19 anys. Persones molt cultes i cultivades, participaren de les activitats culturals del seu temps, eren expertes dibuixants, brodaven, tocaven el piano, etc. «S'ha d'estudiar molt per ensenyar millor», sovint deien les senyoretes -com se les coneixia- a les seves deixebles.
L'any 1960 van fer una exposició al Saló del tinell i Capella de Santa Àgata, el 1961 una altra a l'Escola Lluïsa Cura, i el 1963 una retrospectiva amb les puntes que durant 20 anys havien fet les seves deixebles. L'any 1963 publicaren el llibre titulat Puntes, un completíssim tractat que recull les puntes que es fan a quasi tot Europa. L'any 1971 els fou atorgat el premi Sant Martí del Poble Nou.
L'escriptora Llucieta Canyà trobà molt interessant l'exposició del 1961 i creà un patronat que feu possible, un any més tard, la fundació de l'Escola de Puntaires de Barcelona, institució que començà a funcionar dins l'Escola Massana, per manca d'espai es traslladà al Palau de la Virreina, i al cap de trenta anys s'instal·là al Museu Tèxtil i d'Indumentària. Avui l'Escola de Puntaires de Barcelona (carrer Sant Erasme), continua basant-se en els ensenyaments que les germanes Raventós van deixar i procura seguir-ne els passos alhora que s'adapta als temps actuals. L'Escola treballa perquè les puntes, un art popular i tradicional de la nostra terra, no es perdi i estigui al lloc que li correspon. Per això l'ideari és formar no solament puntaires que facin treballs, sinó també artistes capaces d'interpretar les puntes antigues i crear-ne de noves, com també preparar noves professores que continuïn amb l'ensenyament d'aquest art.

## Obra
La Punta de Barcelona (1951) fou la seva obra principal. El Capítol de la Catedral de Barcelona encarregà unes estovalles per l'altar major, perquè fossin estrenades amb motiu del Congrés Eucarístic del 1952. La punta havia de ser de 52cm d'amplada i havia de mesurar 6m i mig, impossible de fer per una sola puntaire. Les senyoretes Raventòs van crear un disseny que contenia diferents detalls de la Catedral: la creu signa titular, arcs, cresteries, la reixa de ferro forjat, del púlpit, elements fitomòrfics i zoomòrfics dels relleus, entre els quals es troba el cargol que recorda la plaga del segle xiv mentre s'edificava el temple, el campanar, les arquivoltes del portal de Santa Eulàlia. El patró de la punta es divideix en petits fragments que es realitzaren els uns amb punta de coixí i els altres amb punta a l'agulla. Hi treballaren 39 puntaires durant 9 mesos. Un cop muntada s'adonaren que la peça tenia un caràcter propi i la batejaren amb el nom de Punta de Barcelona.
Altres obres destacades foren el Cami de taulam del Palauet Albèniz (1969) de 0,59 m x 1 m més dos suplements de 1,31m, les estovalles de la Capella del Bon Consell de l'Ajuntament de Barcelona: en la confecció de les quals es van esmerçar 2.200 hores de feina i altres peces fetes amb diverses tècniques dissenyades i dirigides per les senyoretes Raventós, peces úniques de gran bellesa.